# Луїджі Ламбрускіні
Луїджі Еммануеле Ніколо Ламбрускіні (італ. Luigi Emmanuele Nicolo Lambruschini; 16 травня 1776, Сестрі-Леванте, Генуезька республіка — 12 травня 1854, Рим, Папська держава) — італійський кардинал, варнавіт. Архієпископ Генуї з 27 вересня 1819 по 26 червня 1830. Апостольський нунцій у Франції з 14 листопада 1826 по липень 1830. Титулярний архієпископ Беріто з 5 липня 1830 року по 30 вересня 1831. Префект Священної Конгрегації дисципліни чернечих з 20 грудня 1832 по 21 листопада 1834. Префект Священної Конгрегації освіти з 21 листопада 1834 року по 20 травня 1845. Бібліотекар Святої Римської Церкви з 11 грудня 1834 року по 27 червня 1853. Державний секретар Святого Престолу з 12 січня 1836 по 1 червня 1846. Секретар апостольських бреве з 12 листопада 1839 по 12 травня 1854. Камерленго Священної Колегії кардиналів з 22 січня 1844 по 20 січня 1845. Префект Священної Конгрегації Обрядів з 8 червня 1847 по 12 травня 1854. Кардинал-священик з 30 вересня 1831, з титулом церкви Сан-Каллісто з 24 лютого 1832 по 24 січня 1842. Кардинал-єпископ Сабіни з 24 січня 1842 по 11 липня 1847. Кардинал-єпископ Порто і Санта Руфіни і Чивітавеккі з 11 липня 1847 по 12 травня 1854. Віце-декан Священної Колегії Кардиналів з 11 липня 1847 по 12 травня 1854.

## Біографія
Як міністр папи Григорій XVI, був на чолі суворих абсолютистів і ультрамонтанів; у суперечці через змішані шлюби проводив прагнення курії з великою енергією та спритністю, особливо в Кельнській церковній суперечці.
При обранні папи в 1846 отримав найбільшу кількість голосів при першому балотуванні, але потім перевага перейшла на бік кардинала Мастаї-Феретті (Пія IX). Займав великі пости і за Пія IX.
У 1847 став віце-деканом Священної колегії кардиналів.
З 8 червня 1847 по 12 травня 1854 був префектом Священної Конгрегації обрядів.
Богословські праці Ламбрускіні зібрані під назвою: «Opere spirituale» (Рим, 1836).